# Asistovaný vzlet

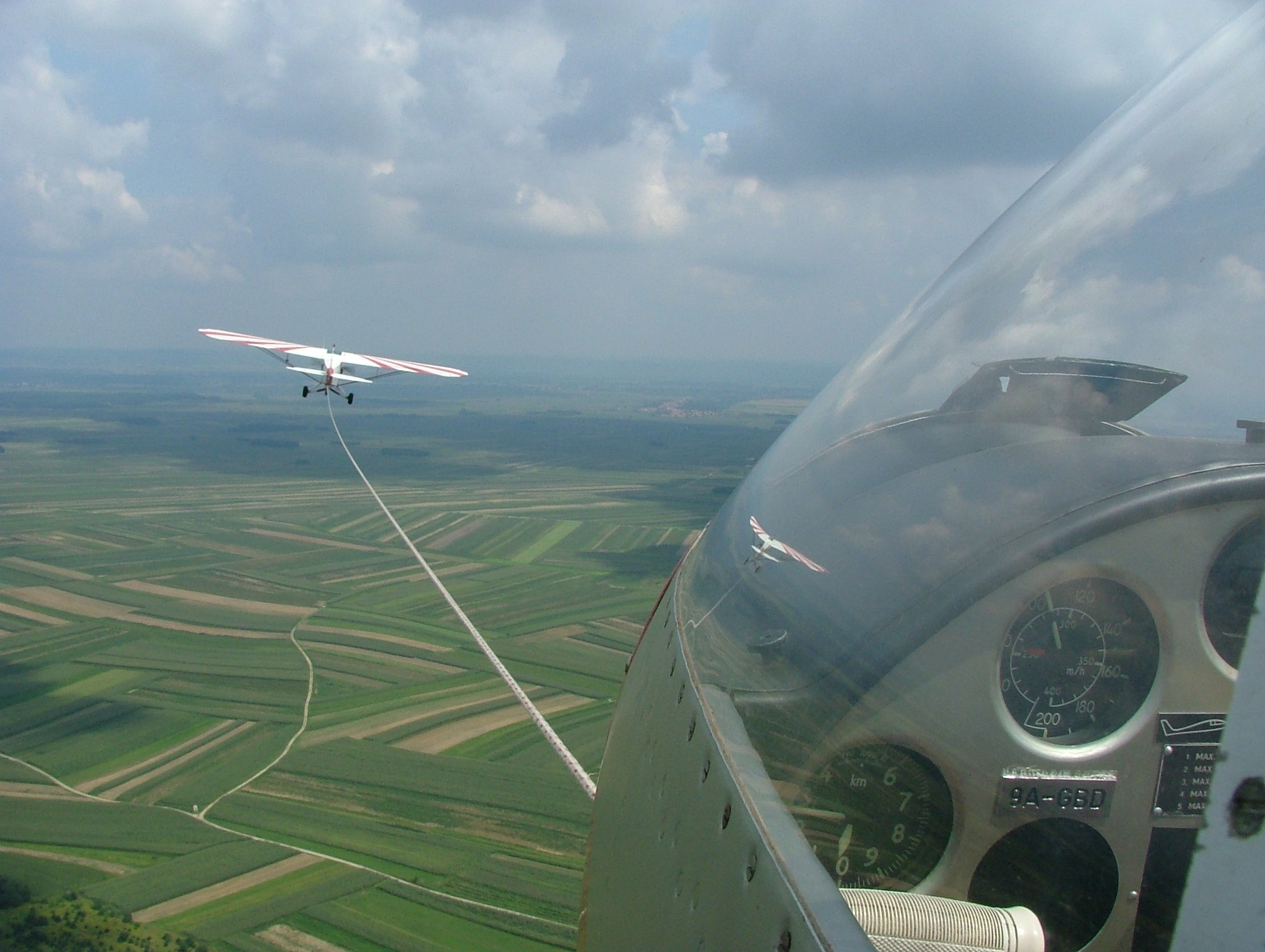
Tažení větroně

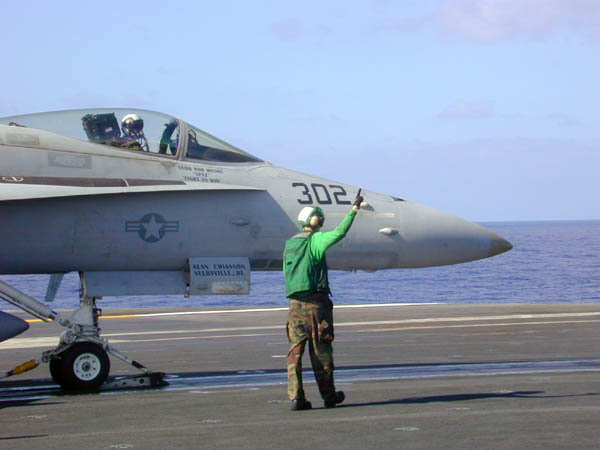
F/A-18 připravený ke vzletu pomocí parního katapultu

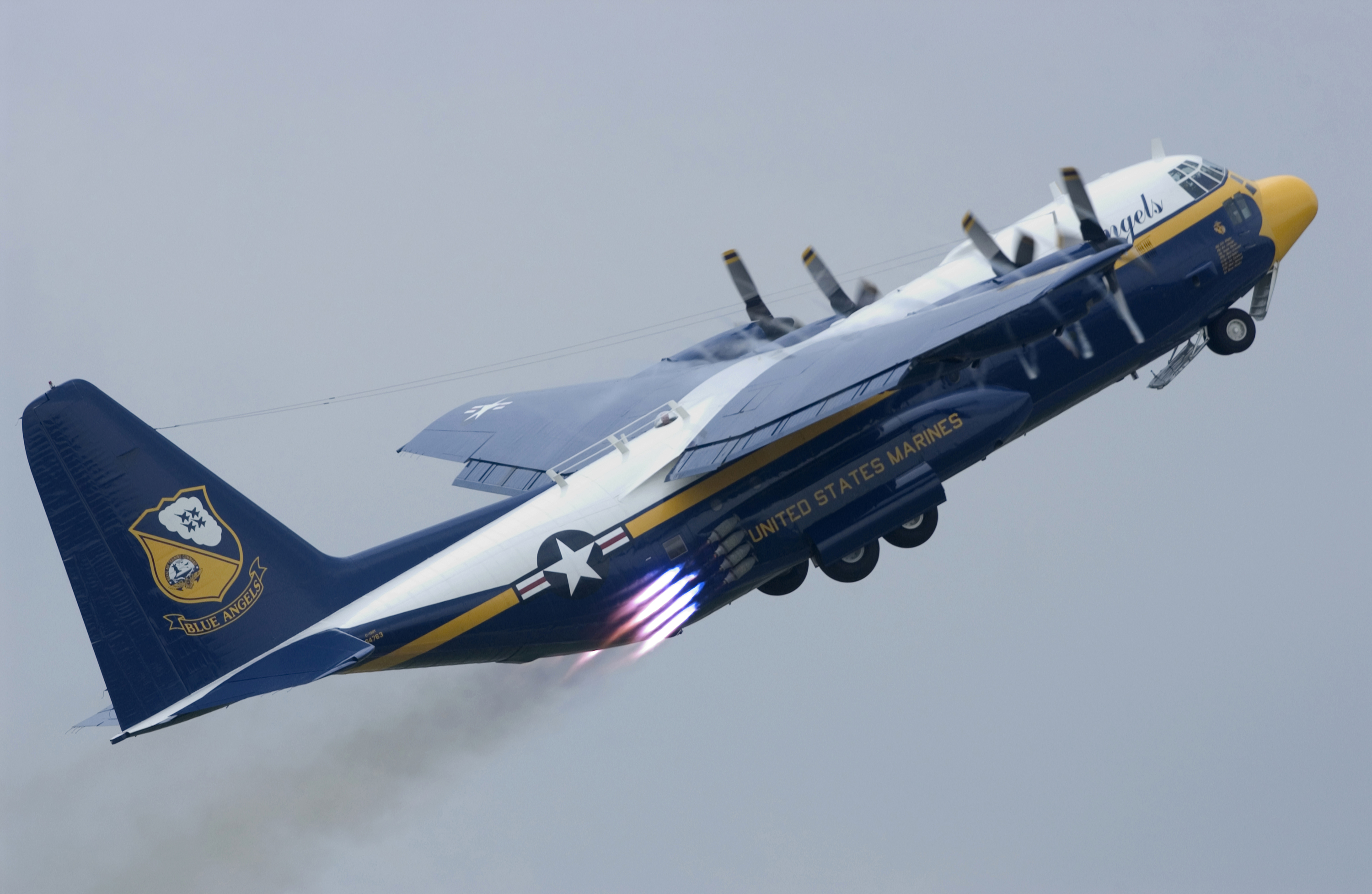
C-130 Hercules a systém RATO při vzletu

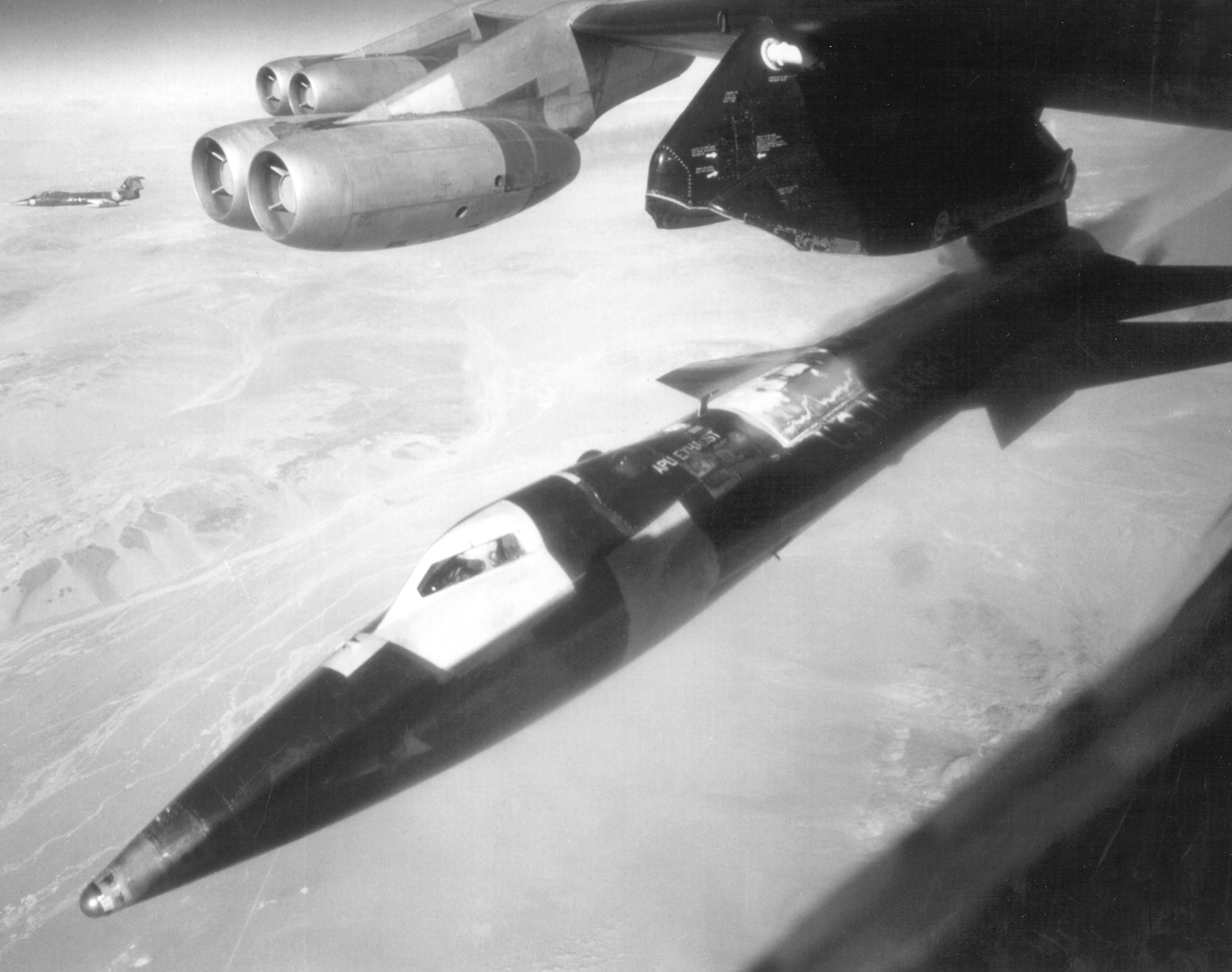
X-15 krátce po vypuštění z nosiče B-52

Asistovaný vzlet je opak vzletu letounu s pomocí vlastních sil. Asistovaný vzlet je využíván u letadel z důvodu překročení maximální vzletové hmotnosti, nedostatečného výkonu pohonné jednotky, krátké vzletové dráhy, nebo kombinace některých z uvedených faktorů. Asistovaný vzlet je nutný pro větroně nebo jiné bezmotorové letouny. Dále je asistovaný vzlet nutný pro některé letouny experimentální či parazitní. 

## Katapult (CATO)
V současné době patří mezi nejrozšířenější způsoby asistovaného vzletu využití leteckého katapultu, označovaný v letecké terminologii jako Catapult-assisted takeoff (CATO). Používá se pro vzlet námořních palubních letounů z paluby letadlové lodi.
Vzlet s pomocí katapultu se používá také u větroňů. Pro vzlet větroňů se využíval v počátcích zejména vahadlový katapult (používali jej Bratři Wrightové), v současnosti se využívá vzlet s pomocí navijáku.

## Rakety (RATO)
Asistovaný vzlet s pomocí přídavných raketových motorů označovaný v letecké terminologii jako Rocket-assisted takeoff (RATO), nebo Jet-assisted takeoff (JATO). Přídavné raketové motory se začaly používat za 2. světové války, kdy byly využity poprvé u nákladního kluzáku Me 323 pro vzlet plně naloženého letounu. Dalším z letounů, který používal raketové motory pro vzlet byl Avro Shackleton.
V současné době se využívá asistovaný vzlet s pomocí raketových motorů prakticky jen u vojenských transportních letounů, jedním z nich jsou například některé varianty středního nákladního letounu C-130 (C-130T, LC-130).

## Gravitace
Asistovaným vzletem může být například vzlet s letounem s využitím gravitace rozjezdem z kopce, tím letoun získá potřebnou rychlost dostatečnou pro vzlet.

## Letecké nosiče
Další možností jak využít gravitace pro vzlet letounu je vynesení letounu do vzduchu s pomocí leteckého nosiče (označován také bývá jako mateřský letoun). Tento princip je využíván zejména z důvodu snížení hmotnosti letounu, kdy letoun může nést méně paliva. Dalším důvodem může být různá omezení konstrukce letounu pro testovací účely, nebo snaha ušetřit palivo pro vzlet a tím získat delší dobu letu experimentálního letadla. Takto bylo koncipováno několik experimentálních letounů ze série X – X-1, X-2, X-15. Jako nosiče těchto letounů byly používány většinou upravené bombardéry, například B-29 a B-52.

### Přehled leteckých nosičů
| Letoun              | Nosič                          | Poznámky |
| ------------------- | ------------------------------ | --- |
| Bell X-1            | B-29                           | X-1 byl schopen samostatného vzletu.                                                                          |
| Bell X-2            | B-50                           | |
| Lockheed X-7        | B-29, B-50                     | |
| North American X-15 | B-52                           | |
| Boeing X-37         | Scaled Composites White Knight | Pouze pro testy bezmotorového letu v atmosféře v rámci přistávacího manévru.                                  |
| Boeing X-40         | UH-60, CH-47                   | Pouze pro testy bezmotorového letu v atmosféře v rámci přistávacího manévru.                                  |
| NASA X-43           | B-52                           | |
| Boeing X-51         | B-52                           | |
| Space Shuttle       | Boeing 747                     | Pouze stroj Enterprise (OV-101) určený pro testy bezmotorového letu v atmosféře v rámci přistávacího manévru. |
| SpaceShipTwo        | WhiteKnightTwo                 | |